# علی اثباتی

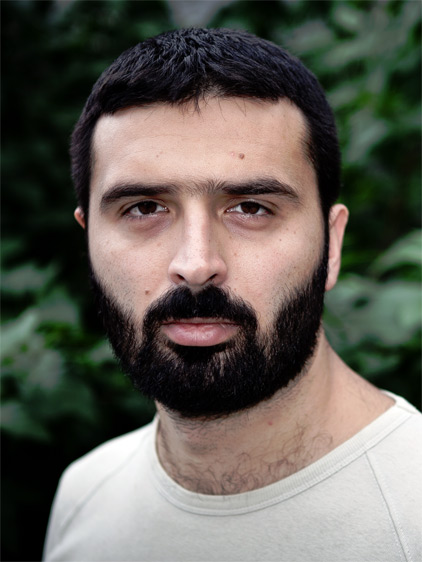
علی اثباتی

علی اثباتی (زاده ۱۲ سپتامبر ۱۹۷۶) سیاستمدار سوئدی (از حزب چپ) و اقتصاددان و از سال ۲۰۰۱ تا ۲۰۰۴ رئیس حزب چپ جوان سوئد بود. تا به امروز او وظیفه رسیدگی به سیاست‌های بازار کار در حزب چپ در ریکسداگ را برعهده داشته و رئیس کمیسیون برنامه حزب چپ بوده است. او به خاطر وبلاگ‌نویسی‌اش مشهور شد. زمانی وبلاگ او مشهورترین وبلاگ سیاسی سوئد بود. اثباتی اخیراً در نروژ زندگی می‌کند، پس از استعفا از سمت خود به عنوان سردبیر بحث و نظر در روزنامه دست‌چپی  در اتاق فکر Manifest senter for samfunnsanalyse شروع به کار کرد و اکنون مدیر عامل آنجا است. او در چند مجله سوئدی و نروژی هم مشارکت دارد. اثباتی چندین جلد کتاب هم نوشته است.